# Philip Waruinge
Philip Waruinge, född 3 februari 1945 i Muranga i provinsen Central, död 19 oktober 2022 i Nakuru, var en kenyansk boxare som tog OS-silver i fjäderviktsboxning 1972 i München. Fyra år tidigare tog han även OS-brons i fjäderviktsboxning i Mexiko City.